# 自由時報訴天下雜誌案
自由時報訴天下雜誌案，是臺灣媒體史上第一個大眾媒體業者控告同業的訴訟案件，起於1997年《自由時報》控告《天下雜誌》，最後1999年《自由時報》敗訴定讞。

## 歷史
1997年7月1日，《天下雜誌》第194期的〈封面故事〉報導，臺灣報業「傳聞」《自由時報》贈閱率達30%。《自由時報》向臺灣臺北地方法院提起自訴，控告《天下雜誌》總編輯殷允芃、撰稿人刁曼蓬、撰稿人游常山涉嫌《中華民國刑法》「加重誹謗罪」。《自由時報》總編輯特別助理吳俊彥說，該報總編輯陳進榮及執行副社長俞國基曾經接受《天下雜誌》專訪，並針對該報贈閱率及贈閱數量作說明，但《天下雜誌》並無引用，他懷疑《天下雜誌》是因「早有定見」而不刊登該報的說明。
1998年1月中，臺北地方法院召開本案辯論庭，《自由時報》董事長吳阿明說，《天下雜誌》對《自由時報》內容的批評，《自由時報》當然會檢討；但說《自由時報》發行量有將近30%（將近30萬份）為贈閱，是對他17年辦報生涯與《自由時報》一千多位員工造成很大的傷害，請《天下雜誌》拿出「證據」。殷允芃說，攸關百萬發行量的報業結構改變是影響深遠的公共議題，贈閱促銷是國內外產業慣用的手法；例如臺灣《電腦上班族》（PC Office）雜誌與英國《泰晤士報》皆然，但其品質或名譽並未受損；因為臺灣尚未建立公正的發行量稽核組織，所以《天下雜誌》該文陳述30萬份是「報界推論、說法和傳聞」。《天下雜誌》委任律師羅明通答辯時說，《天下雜誌》記者已經廣泛收集派報業者的收費單據，他們的合理推論就不能被否認；至於《自由時報》發行量的「真相」，由於證據都在《自由時報》手上，「上帝不知道，庭上不知道，只有自訴人（《自由時報》）知道」。1998年1月22日，臺北地方法院一審判決，法官梁耀鑌以「該文主要在報導三大報（《聯合報》、《中國時報》、《自由時報》）的行銷策略」、「報業競爭可受公評」等六項理由，宣判殷允芃、刁曼蓬、游常山等被告均無罪；《自由時報》發表聲明，不服一審判決，將提起上訴。
1999年12月30日上午，臺灣高等法院二審判決，《自由時報》敗訴定讞，被告均無罪。二審判決指出：《天下雜誌》報導媒體的行銷及競爭策略，其報導內容為可受公評之事，與公眾利益有關；為了貫徹《中華民國憲法》保障新聞自由的目的，必須證明該文真正具有惡意，否則應該推定該文是善意報導；《天下雜誌》在刊登該文之前已經經過合理查證及平衡報導，既然《自由時報》不能證明被告有罪，法院自然應該判決被告無罪；該文的爭議點在於《自由時報》的發行量及贈閱率，但《自由時報》始終無法提出該報的發行量及贈閱率的依據，法院自然無從判斷該文內容是否有誤，法院自然應採取對被告有利的認定；如果《自由時報》認為《天下雜誌》報導錯誤、對該報造成無可彌補之損害，亦係民事損害賠償問題，與刑事誹謗罪構成要件不相當。